# Experimento de Griffith

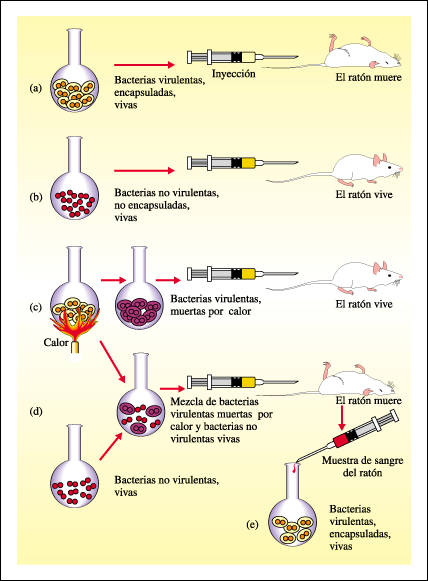
Experimento de Griffith descubriendo el "principio de transformación" en la bacteria neumococo.

El experimento de Griffith, llevado a cabo en 1928, fue uno de los primeros experimentos que demostró que las bacterias eran capaces de transferir información genética mediante un proceso llamado transformación.
En 1928, el microbiólogo Frederick Griffith, que investigaba varias cepas de neumococo (Streptococcus pneumoniae), inyectó en ratones la cepa S y la  cepa R de la bacteria.
La cepa lisa (S) era dañina, mientras que la rugosa (R), no lo era ya que la cepa S se cubre a sí misma con una cápsula de polisacárido que la protege del sistema inmune del ser que ha sido infectado, resultando en la muerte de este, mientras que la cepa R no contiene esa cápsula protectora es derrotada por el sistema inmune.
Cuando, inactiva por calor, la cepa S era inyectada, no había secuelas y el ratón vivía.
Sorprendentemente, al combinar cepa R (no letal), con cepa S inactivada por calor (no letal), el ratón murió. Además, Griffith encontró células de cepa S vivas. En apariencia la cepa R se convirtió en cepa S. Este hallazgo no se pudo explicar, hasta que en 1944 Avery, MacLeod, y McCarty, cultivaron cepa S y:
1. Produjeron extracto de lisado de células (extracto libre de células).
2. Tras eliminar los lípidos, proteínas y polisacáridos, el estreptococo aún conservó su capacidad de replicar su ADN e introducirlo en neumococo R.

La inactivación por calor de Griffith habría dejado intacto el ADN de los cromosomas de las bacterias, que era el causante de la formación del gen S, y podía ser liberado por las células destruidas e implantarse en cultivos sucesivos de cepa R.

## ¿En qué consistió su experimento?
En 1928 Frederick Griffith, investigando una enfermedad infecciosa mortal y vírica, la neumonía, estudió las diferencias entre una cepa de la bacteria Streptococcus pneumoniae que producía la enfermedad y otra que no la causaba.
La cepa que causaba la enfermedad estaba rodeada de una cápsula (también se la conoce como cepa S, del inglés smooth, o sea lisa, que es el aspecto de la colonia en las placas de Petri). La otra cepa (la R, de rugosa, que es el aspecto de la colonia en la placa de Petri) no tiene cápsula y no causa neumonía.
Griffith inyectó las diferentes cepas de la bacteria en ratones. La cepa S mataba a los ratones mientras que la cepa R no lo hacía. Luego comprobó que la cepa S, muerta por calentamiento, no causaba neumonía cuando se la inyectaba. Sin embargo cuando combinaba la cepa S muerta por calentamiento, con la cepa R viva, es decir con componentes individuales que no mata a los ratones e inyectaba la mezcla a los ratones, los ratones contraían la neumonía y morían; en la sangre de estos ratones muertos Griffith encontró neumococos vivos de la cepa S. Es decir que en las bacterias S muertas había “algo” capaz de transformar a las bacterias R, antes inocuas, en patógenas y este cambio era permanente y heredable. Este "algo" fue aislado; luego se encontró que era ADN.
Las bacterias que se aislaban de los ratones muertos poseían cápsula y, cuando se las inyectaba, mataban otros ratones. Frederick Griffith fue capaz de inducir la transformación de una cepa no patógena Streptococcus pneumoniae en patógena. Griffith postuló la existencia de un factor de transformación como responsable de este fenómeno.

## El problema que quería investigar con su experimento
Frederick Griffith estaba interesado en la virulencia (capacidad de infectar y producir enfermedad) de las bacterias causantes de la neumonía, llamadas Streptococcus pneumoniae. Este experimento marca el inicio de la investigación hacia el descubrimiento del ADN como material genético.

## ¿Por qué utilizó células muertas?
Porque necesitaba comprobar que era lo que ocurriría si éstas se ponían en contacto con células vivas, trató de probar si volvían a presentar algún cambio. Sin embargo, él pensaba que el ratón al infectarlo con bacterias no patógenas viviría.

## ¿Qué transformación experimentan las cepas al estar en contacto con células muertas?
La cepa virulenta, a pesar de estar inactiva por calor, presenta su material genético intacto. La cepa no virulenta, mediante mecanismos de transformación, incorpora el material genético de la cepa inactivada y lo expresa produciendo la cápsula.

## Conclusiones
El principio de transformación observado por Griffith era el ADN de la bacteria de cepa S (virulenta). Si bien la bacteria había muerto, su ADN sobrevivió al proceso de alta temperatura y fue tomado por la bacteria R (inofensiva). El ADN de la cepa S contiene los genes que forman la cápsula de protección de polisacárido. Equipado con este gen, la cepa de bacteria R estaba ahora provista de protección frente al sistema inmune del animal y por lo tanto podía matar al animal. La naturaleza exacta del principio de transformación de ADN fue verificada en los experimentos realizados por Avery, McLeod y McCarty, y por Hershey y Chase.